# ابن الدباغ الإشبيلي
ابن الدباغ الإشبيلي، هو محمد بن إبراهيم بن المفرج الأوسي المعروف بابن الدباغ الإشبيلي، كان من أبرز رجال عصره في حفظ مذهب مالك، وفي عقد الوثائق، ومعرفة عللها، عارفاً بالنحو واللغة والأدب والكتابة والشعر والتاريخ. وكان كثير البشاشة، عظيم الانقباض، طيب النفس، جميل المعاشرة، كثير المشاركة، شديد التواضع، صبوراً على المطالعة، سهل الألفاظ في تعليمه وإقرايه. أقرأ بجامع غرناطة لأكابر علمائها، الفقه وأصوله، وأقرأ به الفروع والعقائد للعامة. وأقرأ بجامع باب الفخارين، وبمسجد ابن عزرة وغيره.

## أَسَاتِذَتهُ
تعلم على يد والده الأستاذ أبي إسحاق إبراهيم، وعلى يد الأستاذ أبي الحسن الدباج ، وعلى القاضي أبي الوليد محمد بن الحاج التجيبي القرطبي ، وعلى القاضي أبي عبد الله بن عياض

## شعره
انشد قائلاً بعد هزيمة المسلمين في معركة العقاب عام 609 للهجرة و أنهيار دولة الموحدين

## وفاته
توفي برندة يوم الجمعة أول يوم من شوال عند انصراف الناس من صلاة الجمعة من عام 657 للهجرة.